# Knüllgebirge
Das Knüllgebirge, meist nur (der) Knüll genannt, ist ein bis zu 635,5 m ü. NHN hohes deutsches Mittelgebirge in den nordhessischen Landkreisen Schwalm-Eder und Hersfeld-Rotenburg.
Das Gebirge stellt naturräumlich innerhalb der Haupteinheitengruppe Osthessisches Bergland (Nr. 35) die Haupteinheit Knüll (356) dar und besteht aus dem Hochknüll im Zentrum, dem ringförmig darum angeordneten westlichen und östlichen Knüll-Vorland und dem sich von diesem aus nach Norden ziehenden Homberger Hochland. Zusätzlich werden gelegentlich nach Süden und Osten angrenzende Naturräume dem Knüll zugerechnet (siehe Abschnitt Der Knüll im erweiterten Sinne).
Das Knüllgebirge ist dünn besiedelt und stark bewaldet. Die Anerkennung als Naturpark Knüll erfolgte 2021 als 13. Naturpark in Hessen, eine Weiterentwicklung ist angekündigt.

## Geographie

### Naturräumliche Gliederung
Der Knüll gliedert sich naturräumlich wie folgt:
- 356 Knüll-Hochland
  - 356.0 Westliches Knüllvorland
  - 356.1 Östliches Knüllvorland
  - 356.2 Hochknüll
  - 356.3 Homberger Hochland

### Lage und Grenzen
Der Knüll liegt 45 km südlich von Kassel und 20 km westlich von Bad Hersfeld (jeweils in Luftlinie). Das Zentrum des Gebirges ist die Region um die Stadt Schwarzenborn. Die Grenze des Knüll in westliche und nordwestliche Richtungen ist, in engerem wie in erweitertem Sinne, die Westhessische Senke (Haupteinheit 343) inklusive der Schwalm (343.0), die den Übergang ins Westhessische Bergland (Haupteinheitengruppe 34) einleitet.

#### Knüll im engeren Sinne

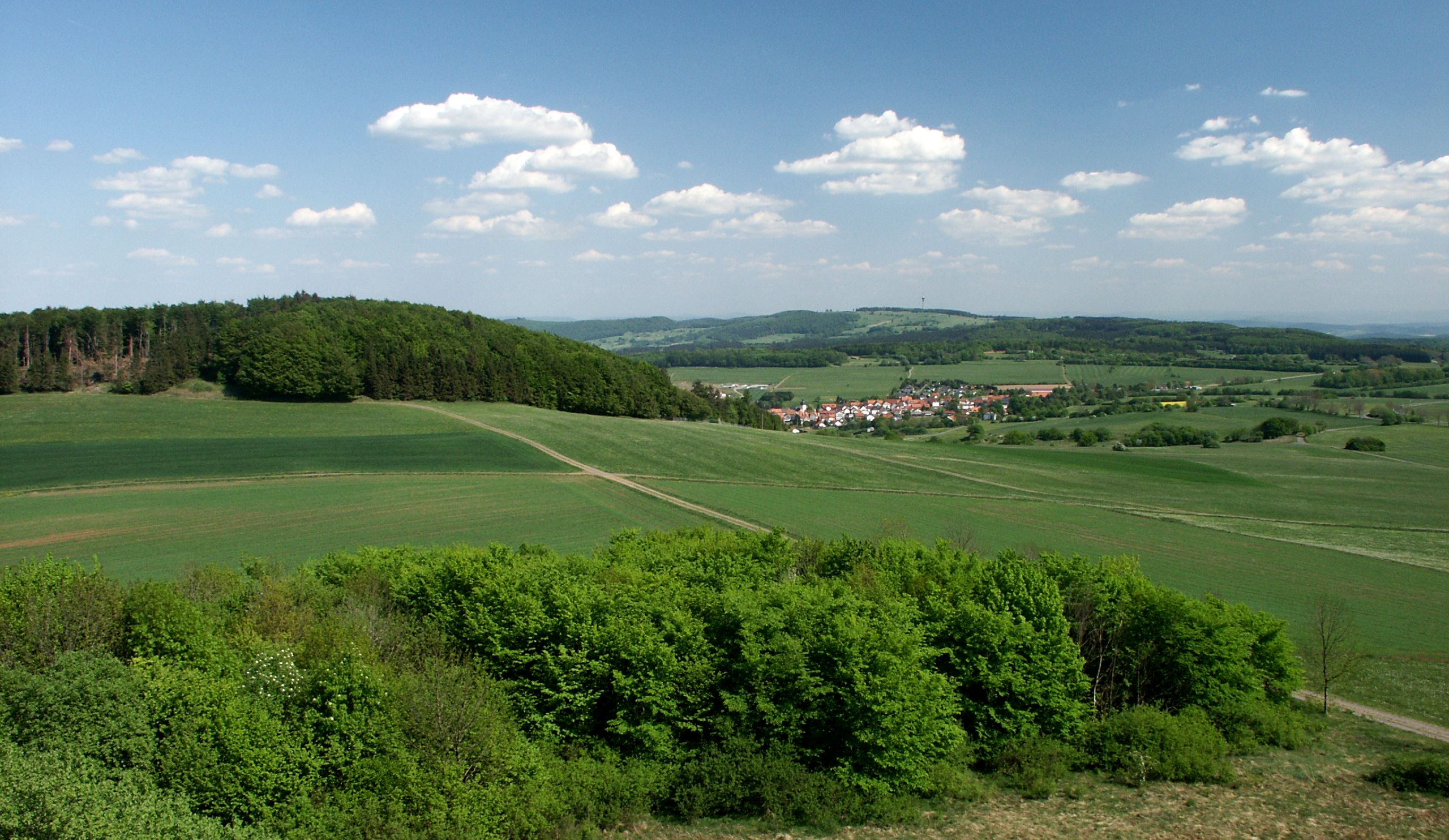
Landschaft des Hochknülls: Blick vom Aussichtsturm auf dem Knüllköpfchen in Richtung Südosten vorbei am Waldknüll über Schwarzenborn zum Eisenberg

Die Südwestgrenze des eigentlichen Knüll (356.0-356.2) zum Ottrauer Bergland (355.0), Teil des Fulda-Haune-Tafellandes (Haupteinheit 355), bildet die als jenseitig angesehene Grenff. Ab deren Mündung ist die Schwalm zwischen Zella (Gemeinde Willingshausen) und Ziegenhain Westgrenze zur gleichnamigen Landschaft.
Die (jenseitige) Nordwestgrenze bilden in etwa der Mittel- und Unterlauf des Ohebachs bis zu seiner Mündung in die Efze westlich Hombergs. Nordgrenze zum Homberger Hochland ist der Mittellauf der Efze, der – verlängert um seinen rechten Nebenfluss  Breitenbach – auch die Nordostgrenze zum Rotenburg-Ludwigsecker Wald (357.00) als Teil des Fulda-Werra-Berglandes (Haupteinheit 357) ist.
In südöstliche Richtungen gibt es keine im Relief erkennbaren Grenzen zum Kirchheimer Bergland (355.4) bzw. zum Nordosten des Ottrauer Berglandes (beide Fulda-Haune-Tafelland). Die Geis bis Saasen und die Aula bis einschließlich Gersdorf (Gemeinde Kirchheim) werden gerade noch dem Knüll zugerechnet.

#### Homberger Hochland
Das flachwelligere und stark landwirtschaftlich genutzte Homberger Hochland (356.3) schließt sich nördlich der Efze bei Homberg an den höheren Knüll an. Es reicht westlich bis kurz vor die Schwalm bzw. – ab deren Mündung – an die Eder.
Nach Norden erstreckt sich das Hochland bis kurz vor die Mündung der Eder in die Fulda, deren sogenanntes Bebra-Melsunger Fuldatal (357.1) im Osten auch berührt wird. Jedoch stehen in östliche Richtungen Teile des Neuenstein-Ludwigsecker-Höhenzuges (357.0) wie die Melgershäuser Höhen im Norden, der Eichelsberg im Osten und der Neuenstein-Ludwigsecker Wald im Südosten dazwischen. Alle sich nördlich bis östlich anschließenden Naturräume gehören zum Fulda-Werra-Bergland (Haupteinheit 357). Ungefähre Ostgrenze zum Eichelsberg ist das (jenseitige) Tal der Beise.

#### Der Knüll im erweiterten Sinne
Da vom Knüll aus gesehen nach Süden der Vogelsberg und nach Südosten die Rhön das jeweils nächste gemeinhin bekannte Mittelgebirge sind und überdies das Bebra-Melsunger Fuldatal an der Ostseite der Landschaft der auffallende Geländeeinschnitt ist, grenzt man landläufig oft den Knüll so ab: nach Osten durch die Fulda; nach Südosten grob durch die Jossa, verlängert um ihren Nebenfluss Schwarza; nach Südwesten durch die Berf.
Hierdurch erhielte man die folgende Gliederung:
- Knüll im erweiterten Sinne
  - 356 Knüll-Hochland
    - 356.0 Westliches Knüllvorland
    - 356.1 Östliches Knüllvorland
    - 356.2 Hochknüll
    - 356.3 Homberger Hochland

  - 355 Fulda-Haune-Tafelland (nur Nordhälfte)
    - 355.0 Ottrauer Bergland (bis auf den Südwesten)
    - 355.4 Kirchheimer Bergland

  - 357 Fulda-Werra-Bergland (nur äußerster Südwesten)
    - 357.0 Neuenstein-Ludwigsecker Höhenzug
      - 357.00 Rotenburg-Ludwigsecker Wald
      - 357.01 Wichtetal
      - 357.02 Eichelsberg

Den Kern des Gebirges bildet ein heute als Hochknüll bezeichneter Basaltblock. Dieser umfasst das Knüll-Hochplateau um das Knüllköpfchen (633,8 m) bei Schwarzenborn und dazu den südöstlich davon gelegenen Gebirgsstock Eisenberg (635,5 m), der mit dem Hochplateau durch einen schmalen Rücken verbunden ist.
Ein Höhenzug nördlich des Einzugsgebietes des Geisbaches – er erstreckt sich über den Semmelberg (552,9 m), den Pommer (448,1 m) und den Höhwald (519,5 m) – verbindet den Knüll mit dem Neuenstein-Ludwigsecker Höhenzug, der sein Nordost-Ausläufer ist. Ein weiterer Höhenzug – dieser zieht sich über Olberode, dann den sich südlich an diesen Ort anschließenden, bis zu 532,8 m hohen Kirschenwald nördlich von Weißenborn sowie schließlich den Wald östlich von Weißenborn in Richtung Süden – verbindet den Hochknüll mit seinem Süd-Ausläufer Ottrauer Bergland. Es liegt um den Rimberg (591,8 m) und den noch südlicher gelegenen Hirschberg (ca. 506 m) mit der Burg Herzberg.
Westlich und nördlich des Hochknülls ist der Knüll von einzeln stehenden Bergkuppen geprägt.

### Berge

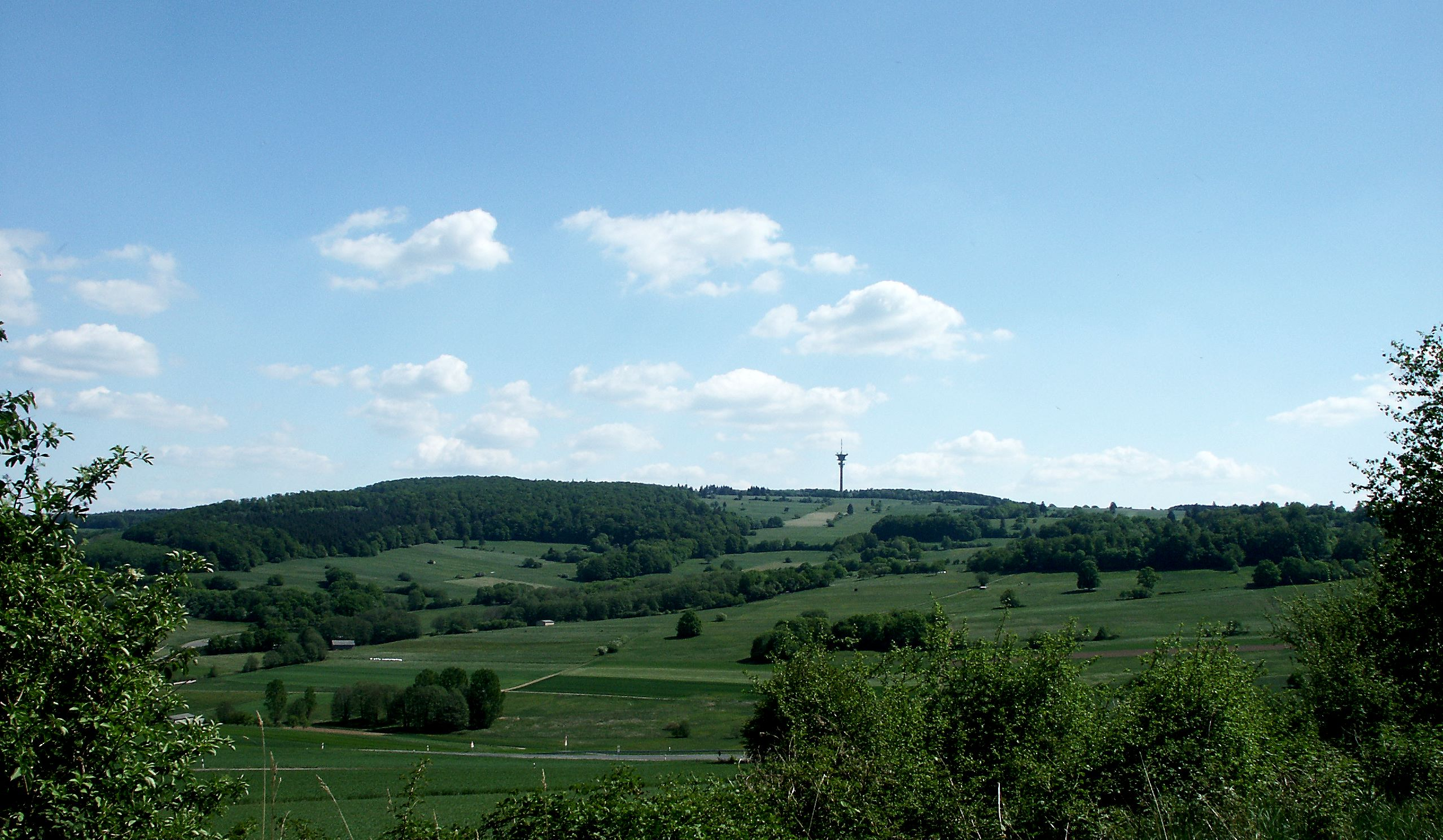
Der Eisenberg im Knüll

Zu den Bergen und Bergausläufern des Knüllgebirges und seinen angrenzenden Naturräumen gehören – sortiert nach Höhe in Meter (m) über Normalhöhennull (NHN):
- Eisenberg (635,5 m), Borgmannturm (AT); Südosten des Hochknüll, Landkreis Hersfeld-Rotenburg
- Knüllköpfchen (633,8 m), Aussichtsturm und Wanderjause; zentraler Hochknüll, Schwalm-Eder-Kreis
- Waldknüll (624,4 m), 500 m östlich des Knüllköpfchens, Schartenhöhe um 15 m; Schwalm-Eder-Kreis
- Wilsberg (598 m), 1,5 km südwestlich des Knüllköpfchens, Schartenhöhe um 40 m[5]
- Köpfchen (ca. 593 m);[6] südlicher Hochknüll, Schwalm-Eder-Kreis
- Rimberg (591,8 m); Ottrauer Bergland, Nahtstelle zwischen beiden Landkreisen
- Krötenkuppe (581,2 m); Osten des Östliches Knüll-Vorlandes, Landkreis Hersfeld-Rotenburg
- Holnsteinkopf (ca. 580 m);[7] Osten des Östliches Knüll-Vorlandes, Landkreis Hersfeld-Rotenburg
- Semmelberg (552,9 m); Norden des Östlichen Knüll-Vorlandes, Nahtstelle beider Landkreise
- Katzenstein (früher „Kirschenwald“, 532,8 m, durch Basaltabbau wohl inzwischen weniger), Basaltwerk; Süden des (Westlichen) Knüll-Vorlandes, Schwalm-Eder-Kreis
- Dammskopf (520,9 m); Neuenstein-Ludwigsecker Höhenzug, Landkreis Hersfeld-Rotenburg (nahe: Schloss Ludwigseck am Atzelstein)
- Hirschberg (ca. 506 m); Ottrauer Bergland, Landkreis Hersfeld-Rotenburg (mit Burg Herzberg)
- Nöll (ca. 492 m); Südwesten des Hochknüll, Schwalm-Eder-Kreis
- Rehkopf (487,5 m); Neuenstein-Ludwigsecker Höhenzug, Landkreis Hersfeld-Rotenburg
- Ibrakuppe (486,9 m), Schwalm-Eder-Kreis
- Eichelsberg (480,1 m); gleichnamiger Naturraum, Schwalm-Eder-Kreis
- Mosenberg (437,5 m); südliches Homberger Hochland, Schwalm-Eder-Kreis
- Gernkopf (417,2 m); Neuenstein-Ludwigsecker Höhenzug
- Bornbergskopf (410,6 m), südliches Homberger Hochland, Schwalm-Eder-Kreis
- Heiligenberg (393,3 m), AT; nördliches Homberger Hochland, Schwalm-Eder-Kreis (mit Burg Heiligenburg)

### Gewässer
Im Knüll entspringen zahlreiche Fließgewässer, dazu gehören die Efze, die Aula, der Geisbach, die Beise, der Rohrbach und die Grenff (in Landkarten teils auch nur mit einem „f“ als Grenf bezeichnet). Der Efze-Zufluss Lochbach läuft durch die Lochbachklamm.
Durch den Knüll zieht von Norden nach Süden die Wasserscheide zwischen den Grenzflüssen Schwalm und Fulda.
Tabelle der wichtigsten Flüsse
Im Folgenden werden die nach Größe oder für die naturräumliche Gliederung bedeutendsten Flüsse des Knüll und der unmittelbar angrenzenden Höhenzüge aufgeführt. Ordnung im Uhrzeigersinn, beginnend an der Südseite der Schwalm-Fulda-Wasserscheide.

Zur besseren Übersicht und um flussabwärts sortieren zu können, wurde in die DGKZ-Ziffernfolge jedes Flusses ein Bindestrich eingefügt hinter dem Anfangsstück, das den Hauptfluss in seinem Flussgebiet bezeichnet.

Verlinkte Naturräume liegen außerhalb des Knüll im engeren Sinne, kursiv geschriebene außerhalb des Knüll im erweiterten Sinne. Der Name der Jossa wurde kursiviert, dies soll darauf hinweisen, dass hier beim Abfluss nur derjenige aus dem Knüll und beim Einzugsgebiet nur der in diesem liegende Teil berücksichtigt sind.
| Name        | Haupt- fluss | Länge [km] | Einzugsgebiet [km²] | Abfluss (MQ) [l/s] | Quellgebiet (der Nebenflüsse) | Natur- raum | DGKZ     |
| ----------- | ------------ | ---------- | ------------------- | ------------------ | ----------------------------- | ----------- | -------- |
| Berf        | Schwalm (r)  | 20,0       | 42,2                | 218                | Ottrauer Bergland             | 355.0       | 4288-16  |
| Grenff      | Schwalm (r)  | 22,0       | 86,4                | 711                | Ottrauer Bergland             | 355.0       | 4288-32  |
| Steina      | Schwalm (r)  | 13,9       | 20,5                | 167                | Hochknüll                     | 356.2       | 4288-332 |
| Grenzebach  | Schwalm (r)  | 13,3       | 18,9                | 135                | Hochknüll                     | 356.2       | 4288-334 |
| Gers        | Schwalm (r)  | 10,3       | 23,7                | 117                | Westl. Knüll-Vorland          | 356.0       | 4288-38  |
| Olmes       | Schwalm (r)  | 11,1       | 48,1                | 208                | Westh. Senke                  | 343         | 4288-76  |
| Ohebach     | Efze (l)     | 21,7       | 103,4               | 665                | Westl. Knüll-Vorland          | 356.0       | 42888-8  |
| Rinnebach   | Ohebach (r)  | 15,9       | 30,1                | 239                | Hochknüll                     | 356.2       | 428888-8 |
| Efze        | Schwalm (r)  | 38,2       | 220,5               | 1.481              | Hochknüll                     | 356.2       | 4288-8   |
| Breitenbach | Efze (r)     | 7,2        | 17,6                | 138                | Neuenst.-Ludwigsecker         | 357.0       | 42888-4  |
| Rhünda      | Schwalm (r)  | 13,0       | 31,9                | 194                | Homberger Hochland            | 356.3       | 4288-96  |
| Schießbach  | Eder (r)     | 5,4        | 11,3                | 55                 | Homberger Hochland            | 356.3       | 428-914  |
| Beise       | Fulda (l)    | 20,9       | 63,2                | 447                | Neuenst.-Ludwigsecker         | 357.0       | 42-76    |
| Wichte      | Fulda (l)    | 9,7        | 20,2                | 142                | Neuenst.-Ludwigsecker         | 357.0       | 42-758   |
| Rohrbach    | Fulda (l)    | 18,0       | 73,9                | 576                | Neuenst.-Ludwigsecker         | 357.0       | 42-714   |
| Geisbach    | Fulda (l)    | 22,1       | 76,2                | 487                | Östl. Knüll-Vorland           | 356.1       | 42-596   |
| Aula        | Fulda (l)    | 22,6       | 124,8               | 919                | Westl. Knüll-Vorland          | 356.0       | 42-56    |
| Ibra        | Aula (r)     | 9,7        | 28,1                | 214                | Ottrauer Bergland             | 355.0       | 4256-4   |
| Bieben      | Jossa (l)    | 5,4        | 9,7                 | 63                 | Ottrauer Bergland             | 355.0       | 4254-32  |
| Jossa       | Fulda (l)    | 22,9       | 122,0               | 780                | Schlitzer Land                | 355.1       | 42-54    |

## Geologie
Das Knüllgebirge ist magmatischen Ursprungs. Die Basaltkuppen ragen aus einem Sockel aus Buntsandstein- oder Tertiärunterlage heraus. Aufgrund seines Aufbaus und der Gliederung wird der Knüll oft als „kleiner Bruder“ des Vogelsberges bezeichnet. Die Gebirgsbildung trug sich im mittleren Tertiär vor etwa 10 Mio. Jahren zu, gleichzeitig zu der des um vieles größeren Vogelsberges. Ursache war der Absenkungsprozess der Hessischen Senke vor etwa 15 Mio. Jahren. Dadurch entstanden Grabenbrüche, an denen heute der Muschelkalk als schmales Band ansteht. In dieser Zeit entstanden Hunderte von Basaltkuppen, Kegeln und Rücken in unregelmäßiger Anordnung. In der Diluvialzeit hob sich das Land weiter und die Temperatur, die zuvor noch tropisch bis subtropisch heiß gewesen war, sank; es begann die erste Eiszeit, die weite Teile Europas mit Gletschern überzog. Ursache dafür war, dass sich das von Gondwana abgespaltene Südamerika mit dem Nordamerikanischen Kontinent verband und damit das globale System der Meeresströmungen veränderte. Die Mittelgebirge blieben frei von Vereisung, doch führte diese erste Eiszeit zu verstärkten Niederschlägen, die eine starke Erosion auslösten. Dabei bildeten sich die heutigen Täler und Talterrassen.

## Etymologie
Der Name „Knüll“ ist als Bezeichnung für einen abgerundeten Hügel oder eine Kuppe vor allem im niederdeutschen Sprachraum weit verbreitet, ein verwandtes Wort ist Knolle. Bergnamen mit Knüll, auch Knill, Nüll, Nöll und zahlreiche ähnliche Formen, ebenso in anderen germanischen Sprachen, so englisch und norwegisch knoll und dänisch knold, sind auch in anderen Landschaften verbreitet, sowohl als Bestandteil von Flurnamen, wie in Namen für Berge und Anhöhen. Der Namensforscher Ernst Wilhelm Förstemann rekonstruiert ein althochdeutsches *hnol und weist auf die Ortsnamen Brömsenknöll, Oberknill (Nordholz), Sandkampsknüll hin. Als Name für das Knüllgebirge wird der Name, seit August Friedrich Christian Vilmar 1883, vom Einzelberg Knüllköpfchen abgeleitet.

## Besiedlungsgeschichte
In der Altsteinzeit waren die Höhen des Knüllgebirges, wie fast alle nördlichen Mittelgebirge, fundleer. Bekannt sind in der Region Funde von Schlagplätzen für Steinwerkzeuge der Kultur des Acheuléen in Vorkommen des harten Quarzitgesteins, etwa in Hausen, aus Lenderscheid und von der „Reutersruh“ bei Rörshain, die durch den Lokalforscher Adolf Luttropp entdeckt und beschrieben worden sind. Diese werden dem Homo erectus zugeschrieben. Die ersten Ackerbauern und Hirten der frühen jungsteinzeitlichen Kulturen in der Region siedelten ausschließlich in den Beckenlandschaften, die Mittelgebirge wie das Knüllgebirge sind wieder fundleer. Erste Funde, dokumentiert in der Habilitationsschrift von Kurt Scharlau, werden zeitlich erst der Schnurkeramik im ausgehenden Neolithikum zugeordnet. In der frühen Bronzezeit soll es im Knüll ihm zufolge schon eine recht dichte Besiedlung gegeben haben Nach Friedrich Holste war das Gebiet in der Frühbronzezeit noch fast fundleer, in der entwickelten Bronzezeit deutet sich ein Siedlungsschwerpunkt in den Tälern des Knüllgebiets an, der in die Hochlagen zumindest ausstrahlte.
Lange Zeit wurde nur der eng begrenzte Raum rund um das Knüllköpfchen Knüll genannt. Daher wird in einigen Quellen auch noch das Knüllköpfchen als höchster Berg des Knüllgebirges bezeichnet. Diese historische Unterteilung war indes weniger streng geographischen Gegebenheiten geschuldet als vielmehr der Ostgrenze des Herrschaftsgebietes der ehemaligen Grafschaft Ziegenhain, der noch heute die Grenze vom Schwalm-Eder-Kreis zum Landkreis Hersfeld-Rotenburg über den (Hoch-)Knüll folgt.
Über die landesgeschichtliche Entwicklung des Knülls wurde wenig geschrieben. Das liegt zum großen Teil daran, dass er seit jeher eine vergleichsweise arme Gegend war, größtenteils bewaldet und in der Vergangenheit auch schwer zugänglich – ganz anders als bei den ihn umgebenden Agrarlandschaften wie der Schwalm, der Homberger Börde oder dem fruchtbaren Fuldatal mit dem zeitweiligen Bistum Hersfeld. So wurde erst ab 1905, mit dem Bau der Eisenbahnverbindung Schwalmstadt-Bad Hersfeld, der Knüll maßgeblich erschlossen. Besonders dafür eingesetzt hat sich der königlich preußische Forstmeister Hugo Wilhelm Borgmann aus Oberaula. Er war auch Begründer des Knüllgebirgsvereins, dessen wichtigstes Ziel es war, den Knüll touristisch zu erschließen und wirtschaftlich anzubinden.

## Burgen
Folgende Burgen und Schlösser befinden sich in der Umgebung des Knüll, größtenteils allerdings in benachbarten Naturräumen:
- Burg Herzberg (im südlich angrenzenden Ottrauer Bergland, Fulda-Haune-Tafelland)
- Burgruine Milnrode (im südöstlich angrenzenden Kirchheimer Bergland, Fulda-Haune-Tafelland)
- Burg Neuenstein (östliche Nahtstelle des Östlichen Knüll-Vorlandes zum Kirchheimer Bergland)
- Burgruine Wallenstein (Östliches Knüll-Vorland)
- Schloss Ludwigseck (im nordöstlich ans Östliche Knüll-Vorland angrenzenden Neuenstein-Ludwigsecker Höhenzug, Fulda-Werra-Bergland)

## Allgemeine Quellen
- Landschaftssteckbriefe des Bundesamtes für Naturschutz (Hinweise):
  - 356 (Knüll-Hochland)
    - 35601 Knüll (ohne Homberger Hochland)
    - 35602 Homberger Hochland